# Dead mall

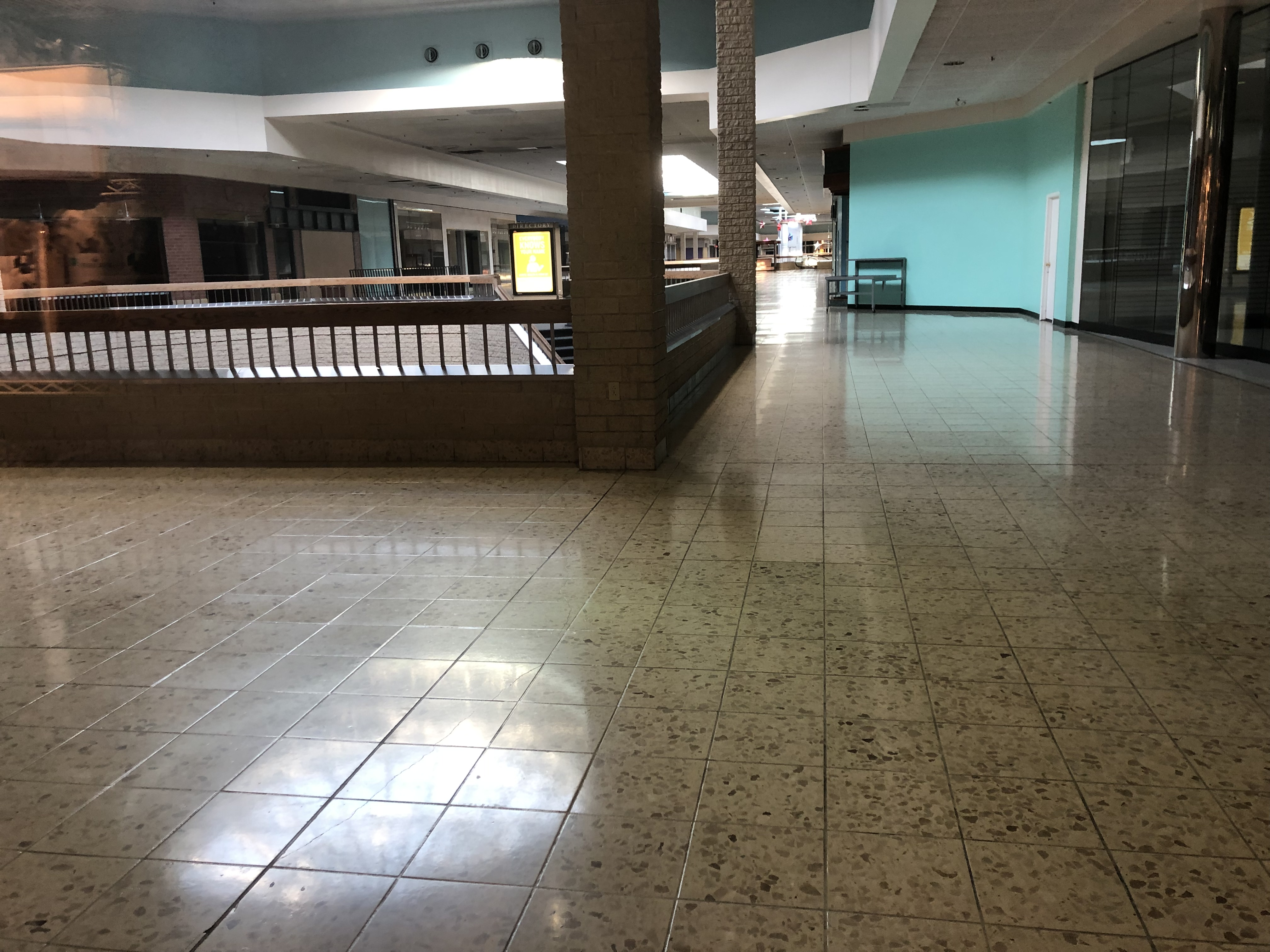
Il Century III Mall di West Mifflin, negli Stati Uniti d'America

Per dead mall (lett. "centro commerciale morto/abbandonato" in lingua inglese) si intende un centro commerciale chiuso o con un alto tasso di posti vacanti e che attrae un numero limitato di visitatori.
Il fenomeno dei centri commerciali deserti ha interessato nazioni di tutto il mondo e catturato l'attenzione di giornalisti ed esperti di economia specialmente a partire dagli anni 2010, quando una serie di fattori, tra cui i cambiamenti demografici e il generale aumento del divario tra ricchi e poveri, contribuì a ridurre il numero dei clienti che visitano i centri commerciali segnandone la crisi.

## Cause

### Cambiamenti demografici

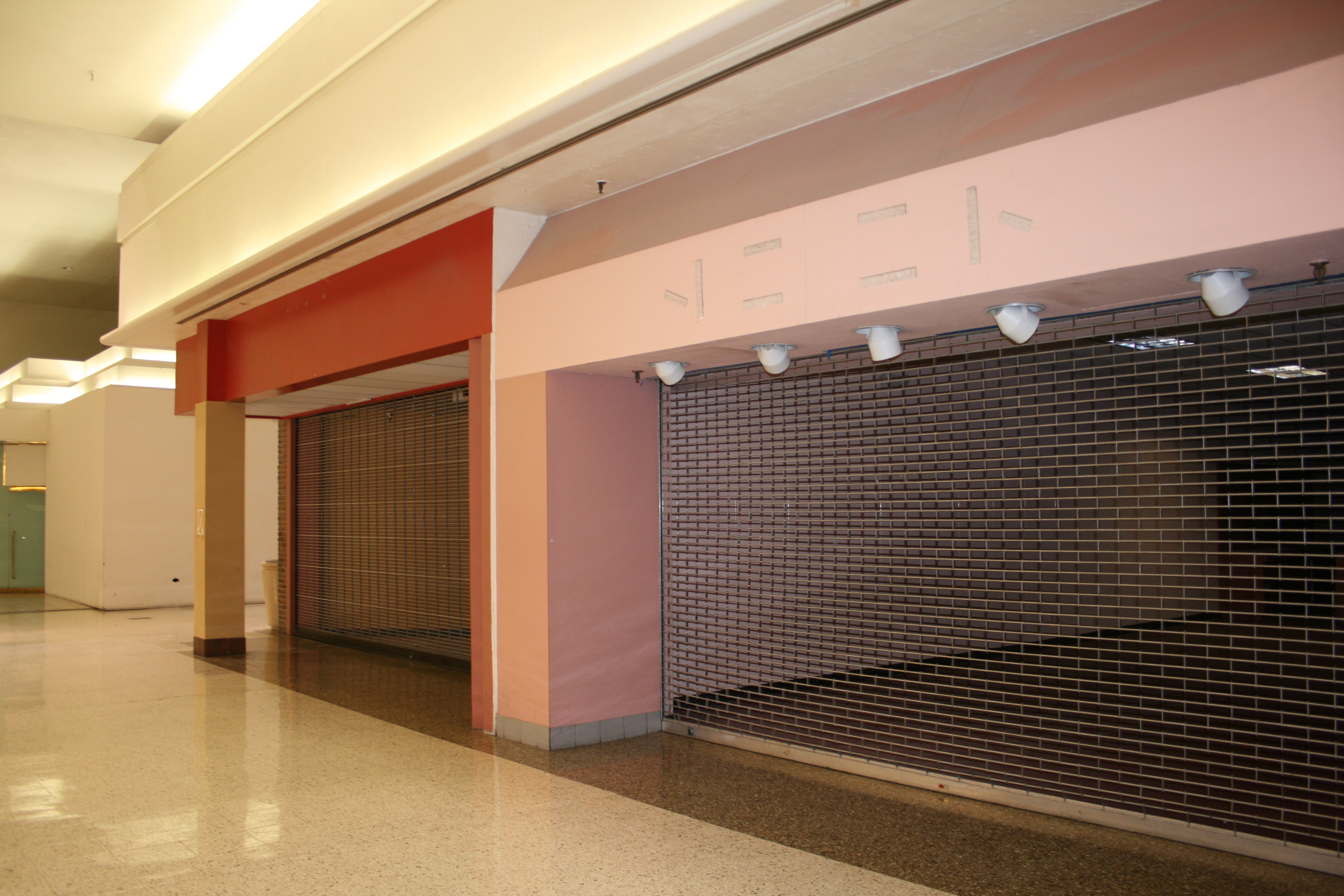
Negozi vuoti dell'El Con Center di Tucson, negli Stati Uniti d'America

Dal momento che i centri commerciali emergono laddove vi sono solide dinamiche demografiche e redditi familiari sufficientemente elevati da sostenerli, un mutamento delle realtà sociale può segnare l'inizio della loro crisi. Secondo quanto riporta il Weldon Cooper Center for Public Service dell'Università della Virginia:
Nel caso del Cloverleaf Mall, che si trovava nella contea di Chesterfield (Virginia) ed ebbe grande successo durante gli anni settanta e ottanta, la decadenza sarebbe iniziata negli anni novanta quando "i suoi migliori clienti, le donne, cominciarono ad allontanarsi dal centro commerciale, timorose dei giovani che iniziarono a radunarsi abitualmente lì". Stando a quanto documenta un ex manager del centro commerciale, "la gente ha iniziato a vedere bambini che portavano enormi pantaloni e catene appese alle cinture; le persone intimidite iniziarono a pensare che facessero parte di bande giovanili".

### Crisi della vendita al dettaglio

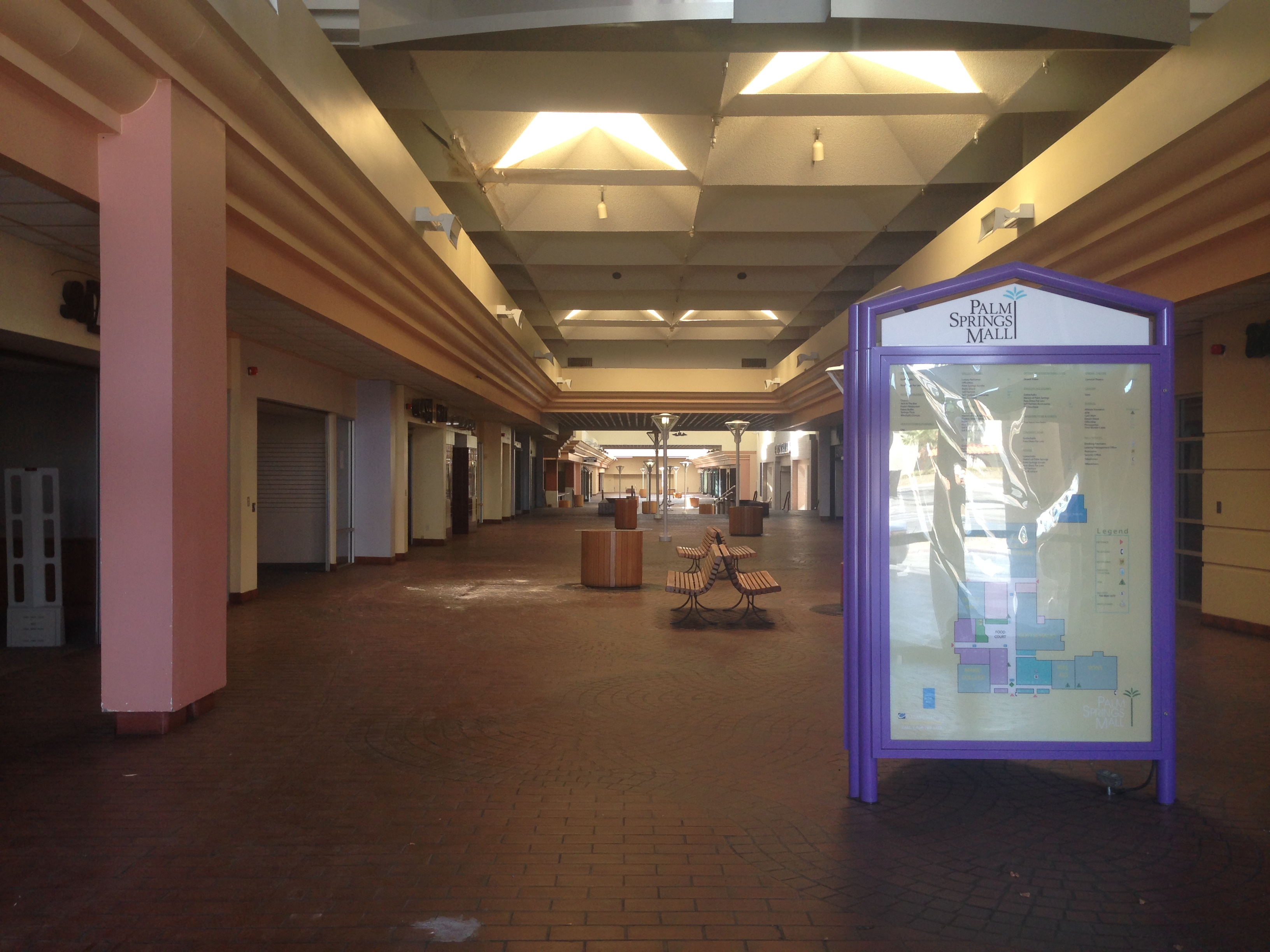
Negozi vuoti nel Palm Springs Mall di Palm Springs, negli Stati Uniti d'America

La crisi dei negozi fisici di vendita al dettaglio, anche nota come apocalisse del commercio al dettaglio (dall'inglese retail apocalypse) ha inciso profondamente sui centri commerciali. Tra i fattori che hanno contribuito all'apocalisse dei retail vi sono la crisi finanziaria del 2007-2008, l'accumulo di titoli societari, i cambiamenti delle abitudini di spesa dei consumatori, il commercio elettronico e la pandemia di COVID-19.

### Diseguaglianze sociali
Secondo quanto riporta Federico Rampini de la Repubblica, uno dei fattori scatenanti del fenomeno negli USA sarebbero le diseguaglianze sociali. Egli ritiene che i centri commerciali, destinati al ceto medio e a una classe operaia, avrebbero perso terreno con l'aumentare del divario di ricchezza tra poveri e ricchi in quanto i primi prediligono i discount, mentre i secondi preferiscono i grandi magazzini di lusso.

## Riqualificazione
Si è tentato più volte di riqualificare i centri commerciali falliti o sull'orlo del fallimento. Alcune società di leasing e management hanno modificato l'architettura, il layout, l'arredamento e altri componenti dei centri commerciali per spingere gli affittuari dei negozi a ottenere maggior profitti. Alcune strutture di questo tipo sono state convertite in centri di distribuzione.